# كريستيان زاكاردو
كرستيان زكـّاردو (بالإيطالية: Cristian Zaccardo)‏، (فورميجيني بمقاطعة مودينا، 21 ديسمبر 1981)، لاعب كرة قدم إيطالي.
خريج نادي بولونيا، بدأ مسيرته الاحترافية معاراً لنادي سبيتسيا في موسم 2000/2001، ولعب معهم 28 مباراة، وفي عام 2001 عاد إلى نادي بولونيا، ولعب معهم حتى عام 2004، وشارك معهم في 79 مباراة وسجل 3 أهداف، أنتقل في العام 2004 إلى نادي باليرمو، وفي العام 2013 انتقل إلى نادي إيه سي ميلان وفي عام 2015 انتقل إلى نادي كاربي.
و قد بدأ باللعب مع منتخب إيطاليا لكرة القدم في عام 2004.

## روابط خارجية
- كريستيان زاكاردو على موقع الاتحاد الدولي (مؤرشف)  (الإنجليزية)
- كريستيان زاكاردو على موقع الاتحاد الأوربي (الإنجليزية)
- كريستيان زاكاردو على موقع قاعدة بيانات كرة القدم.إي يو (الإنجليزية)
- كريستيان زاكاردو على موقع بيانات كرة القدم. دي إي (الألمانية)
- كريستيان زاكاردو على موقع ناشيونال فوتبول تيمز (الإنجليزية)
- كريستيان زاكاردو على موقع Soccerway.com (الإنجليزية)
- كريستيان زاكاردو على موقع عالم كرة القدم.نت (الإنجليزية)
- كريستيان زاكاردو على موقع كووورة
- كريستيان زاكاردو على موقع AS.com (الإسبانية)